# Zaanse Golf Club
De Zaanse Golf Club is een Nederlandse golfclub in Wijdewormer, vlak bij Amsterdam. Hij werd opgericht in 1987.
De baan van de Zaanse Golf Club heeft 18 holes; deze liggen om een meertje, dat in 1825 ontstond na een dijkdoorbraak. Al voor haar eerste lustrum in 1992 kreeg de baan de A-status.
In 2008 werd de baan uitgebreid van negen naar 18 holes. De officiële opening van de nieuwe holes was op zaterdag, 30 augustus 2008.